# Angie Bolen
Pour les articles homonymes, voir Bolen.
Angie Bolen est le nom d'un personnage fictif du feuilleton Desperate Housewives, interprété par Drea de Matteo.

## Histoire du personnage
Angie est née le 20 mai 1973 à New York. En 1992, Patrick Logan, leader d'un groupe terroriste, dont elle est enceinte, lui demande de fabriquer une bombe. Celle-ci tue une personne. Elle part donc en cavale. Nick, un agent fédéral, l'aide à fuir et se marie avec elle.

### Saison 6
Angie Bolen, femme au foyer, emménage dans l'ancienne maison des Young, au début de la saison. Elle est mariée à Nick Bolen avec qui elle a un fils nommé Danny issu de sa liaison avec Patrick Logan. Elle et sa famille vivaient autrefois à New York. 
Elle s'inquiète beaucoup pour son fils et n'hésite pas à mentir pour le protéger lorsqu'il est suspecté de l'agression de Julie Mayer. Elle se révèle être, à sa façon, une vraie mère poule, notamment au regard des relations que son fils entretient avec les filles. 
Particulièrement douée pour la cuisine italienne, puisque sa famille est de cette origine, elle est engagée par Bree comme nouvelle associée. 
Trompée par son mari, elle savait depuis le début qu'il avait une liaison avec Julie et ne lui fait d'ailleurs plus confiance. 
On apprend son histoire au fur et à mesure des épisodes, notamment le fait que Angie a déjà tué quelqu'un et que cela s'est déroulé le 10 novembre 1991. Depuis, elle est contrainte de fuir régulièrement, et de changer son identité. On sait également que cela n'a pas été sans conséquences puisqu'elle a dans le dos une horrible trace de brûlure, probablement liée à ces évènements. Elle est d'ailleurs contrainte à la fuite depuis des années, changeant d'identité et se cachant aussi bien de la police que de son ancien complice (épisode "If"), dont elle semble avoir très peur. De fait, elle n'a pas revu sa mère, toujours vivante, depuis des années. 
Lorsqu'elle apprend que Danny s'est enfui à New-York, elle n'hésite pas à aller le retrouver, car elle est horrifiée à l'idée que Patrick Logan, le père biologique de Danny, puisse les retrouver: elle y revoit sa mère chez qui son fils s'était réfugié, et parvient ainsi à le faire revenir à Fairview. Malencontreusement, cette escapade fait voler sa couverture en éclats : la voisine de la mère d'Angie dévoile le lieu de résidence de cette dernière.
Angie révèle à Gabrielle qu'à 18 ans, elle était une militante écologiste, qui voulait sauver la planète; mais elle a été impliquée dans une affaire avec l'homme qu'elle craint tant, P. Logan, ce qui a conduit au meurtre du 10 novembre 1991.
Dans l'épisode 6x21 Patrick Logan réussit à retrouver Angie, chez qui il emménage par la suite, dans le but de lui faire fabriquer une bombe. Pour cela, il la prend en otage dans sa propre demeure.
Dans l'épisode 6x23 qui est le dernier de la saison 6, elle s'enfuit avec Nick de Wisteria Lane aidée par Gaby, après avoir tué Patrick Logan ; celui-ci la détenait en otage afin qu'elle lui crée une bombe qui devait servir à tuer Danny, mais Angie a placé la bombe dans le détonateur que tenait Patrick, causant sa mort dans l'explosion.